# ژنیوار
ژنیوار (انگلیسی: Genivar) شرکت مهندسی کانادایی است، که در زمینه ارائه خدمات مشاور مدیریت، مدیریت پروژه ساخت و پشتیبانی فنی فعالیت می‌نماید.
شرکت ژنیوار در سال ۱۹۵۹ تأسیس گردید و در سال ۲۰۱۲ به ارزش ۲۷۸ میلیون پوند استرلینگ، توسط شرکت دبلیواس‌پی خریداری شد.
دفتر مرکزی این شرکت در شهر مونترآل، کانادا مستقر می‌باشد و بخشی از سهام آن در بازار بورس تورنتو معامله می‌شود.